# Miraflores, Pisaflores
Miraflores är en ort i Mexiko.   Den ligger i kommunen Pisaflores och delstaten Hidalgo, i den sydöstra delen av landet, 190 km norr om huvudstaden Mexico City. Miraflores ligger 265 meter över havet och antalet invånare är 174.
Terrängen runt Miraflores är bergig åt nordväst, men åt sydost är den kuperad. Miraflores ligger nere i en dal. Runt Miraflores är det ganska tätbefolkat, med 90 invånare per kvadratkilometer. Närmaste större samhälle är Chapulhuacán, 13,0 km öster om Miraflores. I omgivningarna runt Miraflores växer i huvudsak städsegrön lövskog.